# Перша кінна армія
Пе́рша кі́нна а́рмія (1 КА) — вище оперативне об'єднання кавалерії РСЧА, створене під час Громадянської війни в Росії 1918–1920 років, яка була основним потужним і маневреним засобом в руках фронтового і Головного командування для вирішення оперативно-стратегічних завдань.

## Історія

### Перше формування
17 листопада 1919 року РВС Республіки за пропозицією РВС Південного фронту ухвалила рішення про створення 1-ї Кінної армії (командувач С. М. Будьонний, член РВС К. Є. Ворошилов, до липня 1920 — Ю. О. Щаденко, з травня 1920 — С. К. Мінін, з жовтня 1920 — П. П. Горбунов). За наказом РВС Південного фронту від 19 листопада 1919 року ця армія була утворена на базі 1-го кінного корпусу Будьонного у складі 4-ї, 6-ї і 11-ї дивізій.
У квітні 1920 року до її складу входили: 4-та, 6-та, 11-та, 14-та і 2-га імені Блінова (незабаром виведена із складу) кавказька дивізії, Окрема кавказька бригада особливого призначення, автобронезагін імені Я. М. Свердлова, декілька бронепоїздів, авіагрупа і інші частини загальною чисельністю 16—17 тис. осіб. Під час проведення операцій в оперативне підпорядкування 1-й Кінній армії поступали 2—3 стрілецьких дивізії. За час свого існування 1-ша кінна армія вела бої на різних фронтах.
У листопаді-грудні 1919 року вона разом з 9-ю і 12-ю стрілецькими дивізіями складала одну з ударних груп Південного фронту. У Воронезько-Касторненської операції 1919 року 1-ша Кінна армія, розгорнута з кінного корпусу, завдала важких поразок білогвардійській кінноті, а потім зіграла вирішальну роль в Донбасівській операції 1919 року.
У січні 1920 року 1-ша Кінна армія у взаємодії з військами 8-ї армії взяла під контроль Таганрог та Ростов-на-Дону. Під час цих боїв основні сили білогвардійської Добровольчої армії були розбиті, а фронт супротивника був розірваний на дві частини.
В кінці січня 1920 року 1-ша Кінна армія увійшла до складу Кавказького фронту. У лютому 1920, діючи на тихорецькому напрямі, вона провела спільно з доданими до неї 20-ю, 34-ю і 50-ю стрілецькими дивізіями 10-ї армії Єгорликську операцію, в ході якої були розбиті 1-й Кубанський піхотний корпус білогвардійців і кінна група генерала Павлова.
У квітні-травні 1920 року у зв'язку з початком радянсько-польської війни 1-ша КА була перекинута з Північного Кавказу в Україну і включена до складу Південно-Західного фронту. Після зосередження в Умані вона брала участь в Київській операції 1920 року проти польських і українських військ.
5 червня 1920 року 1-ша кінна армія сильним ударом на вузькій ділянці прорвала фронт противника на ділянці Самгородок —Озерна — Сніжна, а 7 червня оволоділа в глибокому тилу противника Житомиром і Бердичевом, викликавши поспішний відхід усіх сил 2-ї і 3-ї польських армій.
27 червня 1-ша кінна армія захопила Новоград-Волинський, а 10 липня — Рівне.

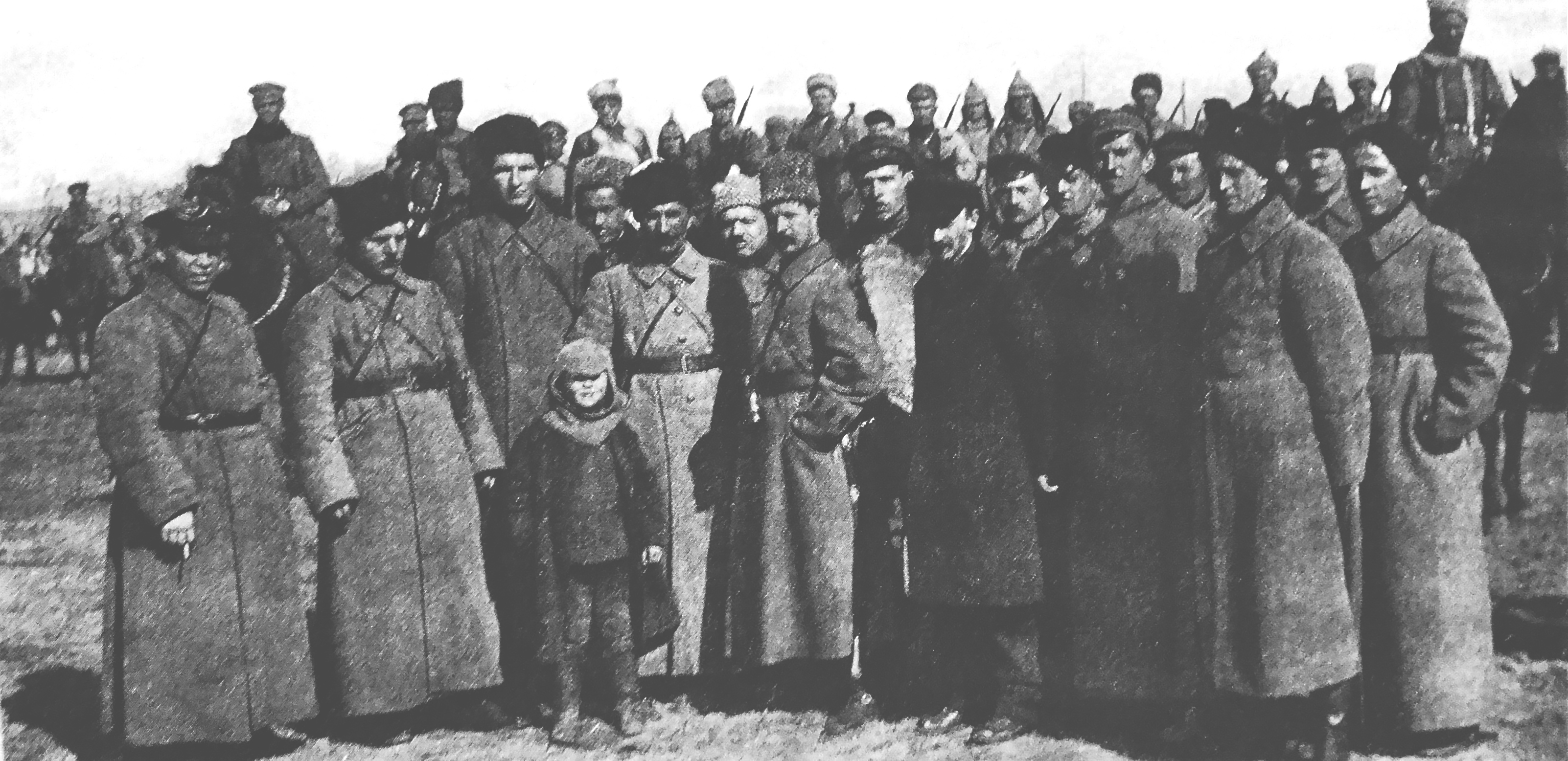
Климент Ворошилов, Семен Будьонний, Михайло Фрунзе та Микола Бухарін у Новомосковську 1921 рок. Перша кінна армія.

Наприкінці липня — початку серпня 1920 року 1-ша кінна армія вела бої під Львовом, а потім наприкінці серпня — початку вересня в районі Замостя, де зазнала суттєвої поразки в боях за місто від 6-ї Січової стрілецької дивізії Армії УНР, після чого була виведена в резерв для поповнення, і згодом направлена на Південний фронт для дій проти білогвардійських військ генерала П. М. Врангеля. Восени 1920 року 1-ша кінна армія у взаємодії з іншими військами Південного фронту провела успішний наступ на Каховському плацдармі у напрямі Асканія-Нова — Громовка. В ході операції в Північній Таврії угрупуванню військ генерала Врангеля було завдано суттєвої поразки. Лише частина цього угрупування прорвалася до Криму.
Взимку 1920–1921 років 1-ша кінна армія вела бої з військами Махно на Лівобережній Україні, а потім розбила білогвардійську повстанську армію генерала Пржевальського на Північному Кавказі. У травні 1921 року 1-ша кінна армія була розформована, але штаб армії зберігався ще до жовтня 1923 року.
У лавах 1-ї кінної армії воювало багато бійців і командирів, що згодом зайняли значні командні посади в Червоній Армії: С. К. Тимошенко, Г. І. Кулик, А. І. Єрьоменко, А. В. Хрульов, І. В. Тюленєв, О. І. Городовіков, І. Х. Баграмян, К. С. Москаленко, П. С. Рибалко, Д. Д. Лелюшенко, Й. Р. Апанасенко, К. П. Мерецков, А. А. Гречко, Рябишев Д. І., П. Я. Стрепухов, П. Ф. Жигарев, О. І. Леонов, Я. М. Федоренко, О. С. Жадов, П. О. Курочкін та інші.

#### Командування
- Командувачі:
  - С. М. Будьонний (17 листопада 1919 — травень 1921)